# Weston (Maine)
Weston és una població dels Estats Units a l'estat de Maine (EUA). Segons el cens del 2000 tenia 203 habitants.

## Demografia
Segons el cens del 2000, Weston tenia 203 habitants, 89 habitatges, i 63 famílies. La densitat de població era de 2,6 habitants/km².
Dels 89 habitatges en un 28,1% hi vivien nens de menys de 18 anys, en un 56,2% hi vivien parelles casades, en un 5,6% dones solteres, i en un 29,2% no eren unitats familiars. En el 21,3% dels habitatges hi vivien persones soles el 7,9% de les quals corresponia a persones de 65 anys o més que vivien soles. El nombre mitjà de persones vivint en cada habitatge era de 2,28 i el nombre mitjà de persones que vivien en cada família era de 2,6.
Per edats la població es repartia de la següent manera: un 23,2% tenia menys de 18 anys, un 4,4% entre 18 i 24, un 29,6% entre 25 i 44, un 32% de 45 a 60 i un 10,8% 65 anys o més.
L'edat mediana era de 41 anys. Per cada 100 dones de 18 o més anys hi havia 110,8 homes.
La renda mediana per habitatge era de 21.429 $ i la renda mediana per família de 25.000 $. Els homes tenien una renda mediana de 24.583 $ mentre que les dones 15.625 $. La renda per capita de la població era d'11.493 $. Entorn del 29,7% de les famílies i el 34,5% de la població estaven per davall del llindar de pobresa.